# 托什倫達銅板
托什倫達銅板（Torslunda plates）是在瑞典厄蘭島上發現的四塊銅製模具。托什倫達銅板上的畫面被認為是日耳曼神話中的場景。托什倫達銅板是模具，將金屬薄片放在上面，並以槌子或以其他方式施加壓力，便可以迅速地複製出托什倫達銅板上的圖像，打造出的壓製鐵片可以用來裝飾頭盔，文德爾、瓦爾斯加德，和薩頓胡都出土過類似的頭盔。

## 發現過程
托什倫達銅板出土於石塚（cairn）中，發現於1870年代早期，現存於瑞典歷史博物館中。相較於其他殘破的壓製鐵片，托什倫達銅板上的圖像十分完整。托什倫達銅板可追溯至西元六、七世紀的文德爾時期。

## 描述
托什倫達銅板上的場景出自於日耳曼神話，由左而右，由上往下分別是「握長槍行走的戰士」、「手持斧頭的男人抓著被綁住的動物」、「戴著長角頭盔跳舞的男人和身穿狼皮手持長槍的男人」、「兩頭熊中間的男人」。

## 解釋
「戴著長角頭盔跳舞的男人和身穿狼皮手持長槍的男人」著名的點在於左邊的男人沒有右眼，可能一開始就被取出，以作為模具使用。北歐神話中的奧丁也沒有右眼，因此學者推測圖中的男子可能是奧丁，奧丁在神話中以右眼作為代價，換取飲用密米爾智慧之泉的權力，奧丁身旁站著一位狼戰士。